# Augusto Testa
Augusto Testa (1950) é um astrônomo italiano e prolífico descobridor de asteroides.
O asteroide 11667 Testa foi assim nomeado em sua homenagem.